# Бад-Лер
Бад-Лер (нім. Bad Laer) — громада в Німеччині, розташована в землі Нижня Саксонія. Входить до складу району Оснабрюк.
Площа — 46,85 км2. Населення становить 9140 ос. (станом на 31 грудня 2021).